# Brović

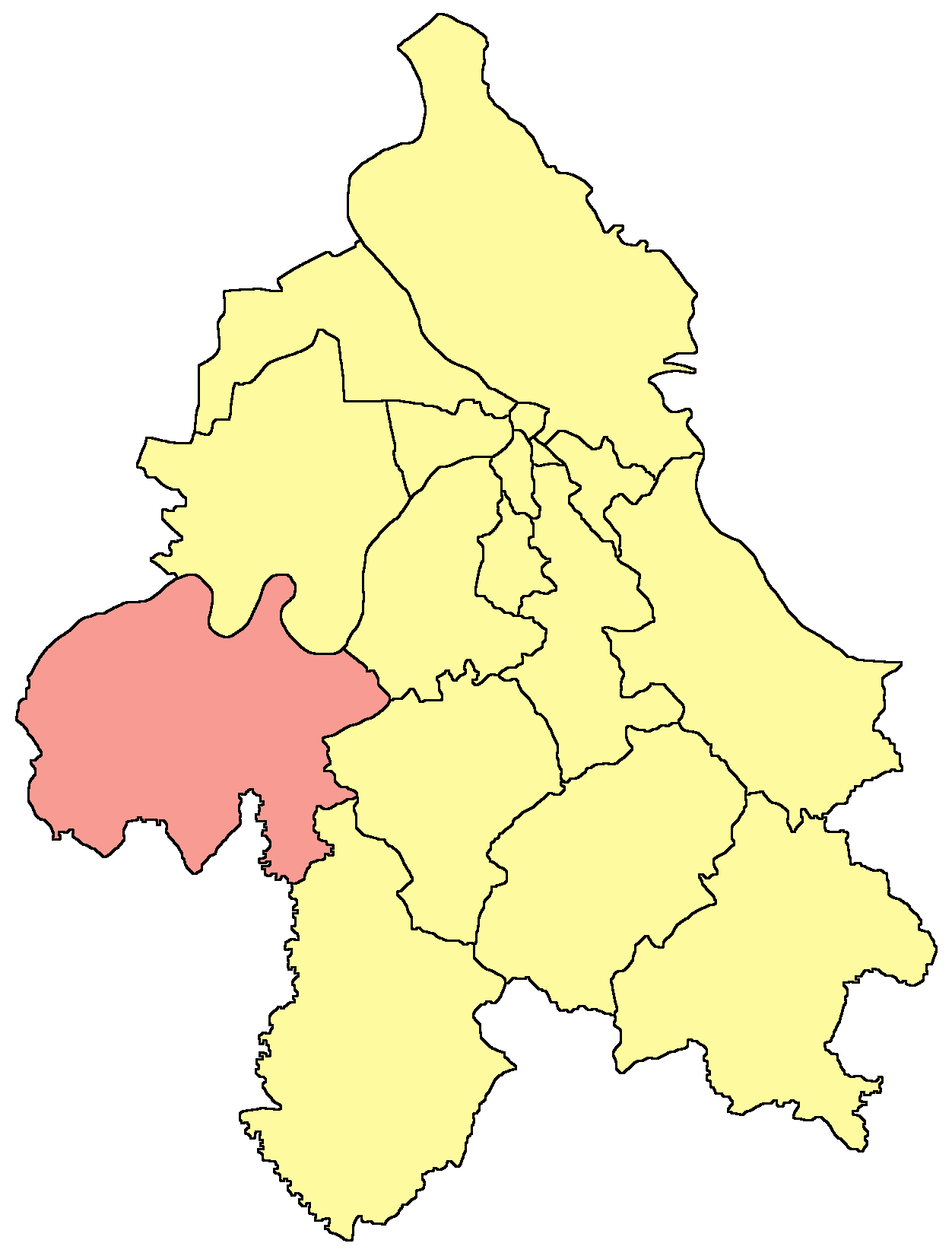
Localisation de la municipalité d'Obrenovac dans la Ville de Belgrade

Brović (en serbe cyrillique : Бровић) est un village de Serbie situé dans la municipalité d’Obrenovac et sur le territoire de la Ville de Belgrade. Au recensement de 2011, il comptait 739 habitants.

## Démographie

### Évolution historique de la population
| 1948 | 1953 | 1961 | 1971 | 1981 | 1991 | 2002 | 2011 |
| ---- | ---- | ---- | ---- | ---- | ---- | ---- | ---- |
| 912  | 970  | 901  | 876  | 879  | 911  | 783  | 739  |

|  |